# Corrado Lancia di Castromainardo
Corrado Lancia, barone di Longi, detto Corrado di Castromainardo (... – verso il 1328), è stato un nobile, militare e politico italiano del XIV secolo, capostipite dei Lancia di Sicilia.

## Biografia
Nacque presumibilmente nella seconda metà del XIII secolo nell'Italia meridionale, da Galeotto dei Principi di Salerno e dalla di lui consorte Cubitosa (o Gubitosa) d'Aquino dei Conti di Acerra. Nel 1268, rimase orfano del padre, giustiziato dagli Angioini assieme al nonno paterno Galvano Lancia, principe di Salerno, dopo la battaglia di Tagliacozzo, e secondo una ricostruzione fatta dall'abate Rocco Pirri, assieme alla madre e agli altri fratelli si rifugiò nel Regno d'Aragona.
Corrado, che prima dell'esilio in terra iberica aveva vissuto in Sicilia, dominata dalla Casa regnante sveva a cui la sua famiglia era fedele, vi fece ritorno dopo il suo passaggio sotto il dominio aragonese, e nel 1302, ebbe concesso dal re Pietro III d'Aragona il possesso delle baronie di Longi, di Ficarra e di Castania, e le signorie di Galati, Mongelino (in territorio di Mineo), di Piraino, di Rendàculi, di Santa Marina e del castello di Brolo, per i servizi resi alla Corona. Per ottenere la concessione di questi feudi, il Lancia dovette rinunciare al possesso del feudo calabrese di Castel Mainardo, di cui era signore e da cui derivava l'appellativo di Castromainardo. Ottenne in seguito gli uffici di giustiziere di Palermo (1302-04), di maestro razionale del Real Patrimonio del Regno di Sicilia (1305-12) e di mastroportulano (1308-12).
Nel 1312, il Sovrano aragonese lo inviò a Gerba, dove a capo di un contingente di 2.200 soldati, il Lancia sconfisse i Mori ribelli dell'isola. Due anni più tardi, nel 1314, il re Federico III di Sicilia lo inviò a Trapani per trattare la tregua con Roberto d'Angiò che aveva assediato la città. Nello stesso anno, il re Giacomo II d'Aragona lo inviò in Sardegna e lo incaricò di fornirgli una relazione sulle fortificazioni presenti nell'isola, obiettivo degli Aragonesi che la conquisteranno nel 1324. Il Castromainardo conosceva benissimo la Sardegna, dove molti anni prima era stato al servizio della Repubblica di Pisa.
Morì in Sicilia verso il 1328, e lasciò un figlio, Ugo (detto Ugone), che gli succedette nei titoli e nei feudi.